# Terry Phelan
Terrance "Terry" Phelan, född 16 mars 1967, är en irländsk-engelsk före detta professionell fotbollsspelare som spelade som försvarare för fotbollsklubbarna Leeds United, Swansea, Wimbledon, Manchester City, Chelsea, Everton, Crystal Palace, Fulham, Sheffield United, Charleston Battery och Otago United mellan 1985 och 2009. Han vann en FA-cupen och en Football League First Division. Phelan spelade också 42 landslagsmatcher för det irländska fotbollslandslaget mellan 1991 och 2000.